# هایدوایهر
هایدوایهر (انگلیسی: Heideweiher) دریاچه‌ای در ایالت نوردراین-وستفالن آلمان است که ارتفاع آن از سطح دریا 45 متر و مساحت آن 2 هکتار می‌باشد.